# Uc Brunenc
Uc Brunenc (o Brunet, escrit amb múltiples grafies en els cançoners) (fl....1190-1220...) fou un trobador occità.

## Vida
Es conserva una vida d'Uc Brunenc que indica que era de la ciutat de Rodés, del comtat de Tolosa. I que fou un clergue que aprengué lletres i es feu joglar e trobet cansos bonas, mas non fetz sons ("feu bones cançons però no sons"). La vida continua explicant que estigué amb diversos nobles (el rei d'Aragó, els comtes de Tolosa i Rodés, Bernart d'Andusa i el Dalfí d'Alvernha) i s'enamorà d'una burgesa d'Orlhac anomenada Galiana, però ella no en volgué saber res i es feu amant del comte de Rodés. I que, per aquest motiu, ell ingressà a l'orde de la Cartoixa. Les miniatures el representen com a monjo.
A més de la vida es conserva un planh que Daude de Prada dedicà a la mort d'Uc Brunenc (124,4, Ben deu esser solatz marritz) i que cal situar en el segon decenni del segle xiii. D'altra banda, Uc apareix en un document de l'abadia de Bonnecombe de 1190. Aquestes dues dates permeten establir la cronologia d'aquest trobador.
Malgrat el que diu la vida, es conserva la música d'una composició d'Uc Brunenc.

## Obra

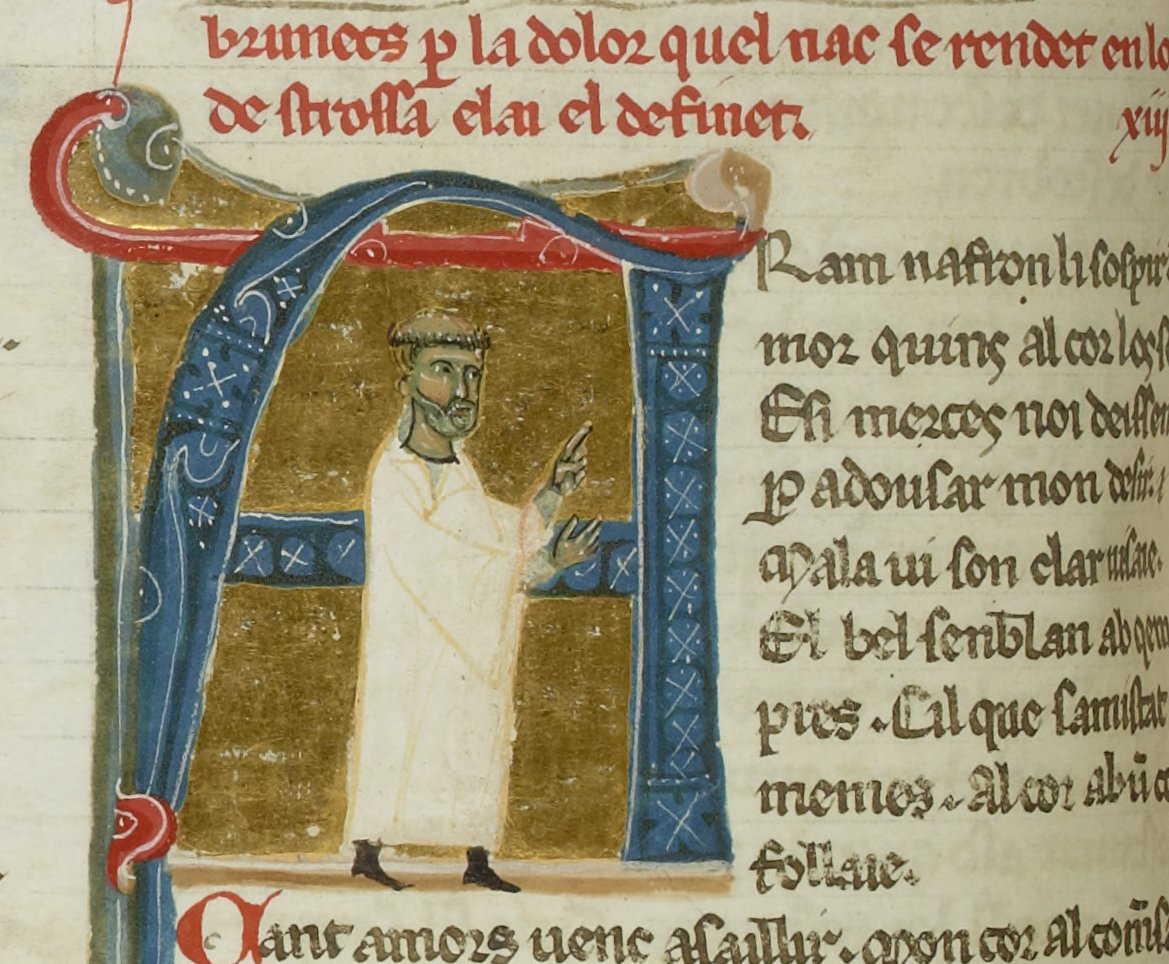
BnF ms. 854 fol. 102v; cançoner I

- (450,1)[1] Ab plazer recep et acuelh (cançó)
- (450,2) Ara·m nafron li sospir (cançó)
- (450,3) Cuendas razos novelhas e plazens (sirventès; amb música conservada al cançoner R)
- (450,4) Cortezamen mou en mon cor mesclansa (cançó)
- (450,6) Lanquan son li rozier vermelh (sirventès)
- (450,7) Pus l'adrechs temps ve chantan e rizen (sirventès)

### Repertoris
- Alfred Pillet / Henry Carstens, Bibliographie der Troubadours von Dr. Alfred Pillet […] ergänzt, weitergeführt und herausgegeben von Dr. Henry Carstens. Halle : Niemeyer, 1933 [Uc Brunenc és el número PC 450]
- Guido Favati (editor), Le biografie trovadoriche, testi provenzali dei secc. XIII e XIV, Bologna, Palmaverde, 1961, pàg. 220
- Martí de Riquer, Vidas y retratos de trovadores. Textos y miniaturas del siglo XIII, Barcelona, Círculo de Lectores, 1995 p. 96-97 [Reproducció de la vida, amb traducció a l'espanyol, i miniatures dels cançoners I i K]